# Sault (musikgrupp)
Sault är en brittisk musikgrupp som blandar rhythm and blues, housemusik och disco. Den anonyma gruppen har inte ställt upp på några intervjuer och har undvikit media.
1 november 2022 släppte gruppen hela fem studioalbum samtidigt. Albumen laddades upp online och var tillgängliga för nedladdning i fem dagar.

## Diskografi

### Studioalbum
- 2019 – 5
- 2019 – 7
- 2020 – Untitled (Black Is)
- 2020 – Untitled (Rise)
- 2021 – Nine
- 2022 – Air
- 2022 – Untitled (God)
- 2022 – 11
- 2022 – AIIR
- 2022 – Earth
- 2022 – Today & Tomorrow